# Yang Hyong-sop
Pour les articles homonymes, voir Yang.
Dans ce nom coréen, le nom de famille, Yang, précède le nom personnel.
 (mai 2022).
Si vous disposez d'ouvrages ou d'articles de référence ou si vous connaissez des sites web de qualité traitant du thème abordé ici, merci de compléter l'article en donnant les références utiles à sa vérifiabilité et en les liant à la section « Notes et références ».
Yang Hyong-sop ou Yang Hyŏng-sŏp (en coréen : 양형섭), né le 1er octobre 1925 et mort le 13 mai 2022, est un homme d'État nord-coréen.  
Il est notamment le quatrième président du Comité permanent de l'Assemblée populaire suprême du 7 avril 1983 au 5 septembre 1998.

## Biographie
Né à Hamhŭng en 1925, Yang a fréquenté l'université d'État de Moscou et l'université Kim Il-sung, puis s'est marié à Kim Shin-sook, une cousine de Kim Il-sung.
Il rejoint l'Armée populaire de Corée en juin 1950, à peu près lors du déclenchement de la Guerre de Corée.
Entre les années 1960 et 1970, il a été chef de section puis secrétaire du Comité central du Parti du travail de Corée, directeur de l'École centrale du parti et président de l'Académie des Sciences morales. Enfin, il a été ministre de l'enseignement supérieur au début des années 1980.
Il a été vice-président du comité permanent de l'Assemblée populaire suprême de 1962 à 1983, mais en 1983, à la suite d'un différend entre Hwang Jang-yop, le président du comité permanent, et Kim Jong-il, Hwang a été démis de ses fonctions et Yang Hyong-sop, en sa qualité de vice-président, est devenu le président du comité permanent, fonction qu'il occupera jusqu'en 1998.
En 1994, à la mort de Kim Il-sung, le poste de président de la République a immédiatement été supprimé et Yang est devenu de facto le chef de l'État.
En 1998, une nouvelle constitution est promulguée : le comité permanent est remplacé par un Présidium et la fonction de président du comité permanent est divisée en deux. Il y aura le président du Présidium de l'assemblée et le président de l'assemblée.
Kim Yong-nam est élu président du Présidium et Choe Thae-bok est élu président de l'assemblée. Il est cependant nommé vice-président du Présidium par Kim Yong-nam.
Le 6 janvier 2007, lors d'un rassemblement de masses à Pyongyang, il a prononcé un discours faisant l'éloge du gouvernement nord-coréen pour la construction d'armes nucléaires.
Il est remplacé de son poste de vice-président du Présidium par Thae Hyong-chol le 11 avril 2019.